# جيرهارد جيسيل
جيرهارد ألدن جيسيل (16 يونيو 1910 - 19 فبراير 1993) كان قاضي مقاطعة كولومبيا في الولايات المتحدة .

## التعليم
ولد جيسيل في لوس أنجلوس، كاليفورنيا، وحصل على درجة البكالوريوس في الآداب من جامعة ييل في عام 1932 وبكالوريوس في القانون من كلية ييل للحقوق في عام 1935. كان محامي محاكمة للجنة الأوراق المالية والبورصات من عام 1935 إلى عام 1940 ومستشارا فنيا لرئيس لجنة الأوراق المالية والبورصات من عام 1940 إلى عام 1941. كان في ممارسة خاصة في واشنطن العاصمة من عام 1941 إلى عام 1967. في عامي 1945 و1946، شغل منصب كبير مستشاري مساعدي الديمقراطيين خلال جلسات الاستماع في بيرل هاربور. ترأس لجنة الرئيس المعنية بتكافؤ الفرص في القوات المسلحة من عام 1962 إلى عام 1964 